# Ecuația lui Drake

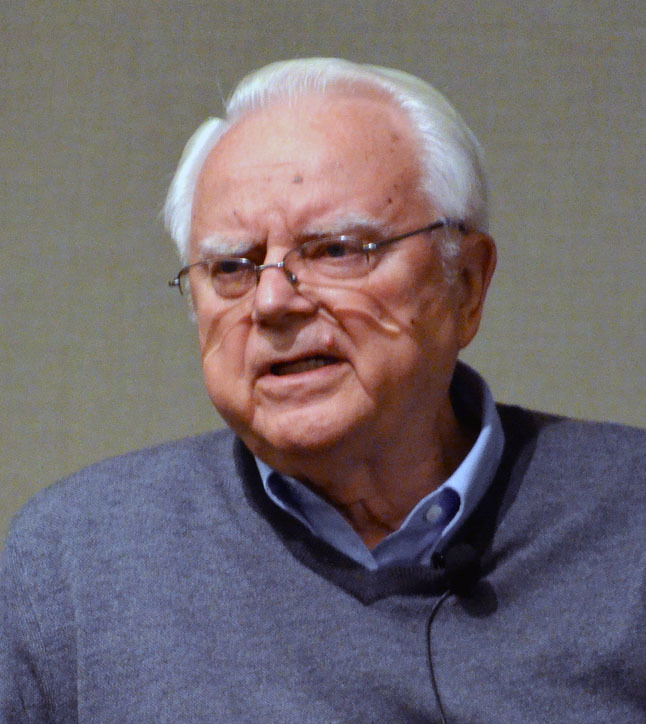
Dr. Frank Drake

Ecuația lui Drake (cunoscută și sub numele de Ecuația de la Green Bank) este un argument și o ecuație de natură probabilistică, concepută inițial, în 1961, de către astronomul și astrofizicianul Frank Drake, nu pentru a estima numărul de posibile civilizații extra-terestre  (cum adesea greșit se vehiculează), ci pentru a stimula dialogul științific la o întâlnire a oamenilor de știință, care fusese axată pe cercetarea inteligenței extraterestre, cunoscută, mai ales sub acronimul SETI, Search for Extra-Terrestrial Intelligence).
Ulterior, ecuația lui Drake a fost adesea folosită pentru a estima numărul cel mai probabil de civilizații extra-terestre din propria noastră galaxie. 
Ecuația este rezultatul unui produs de factori, dintre care unii sunt numere supra-unitare (*R*, *ne și T), iar alții sunt probabilități (deci numere sub-unitare, fp, fℓ, fi și fc). 
Ecuația sintetizează concepte științifice esențiale folosite în studierea vieții extra-terestre și comunicarea prin unde electromagnetice.   Criticarea cea mai frecventă a ecuației lui Drake se referă la acei factori ai săi care sunt conjuncturali.  Ca atare, eroarea asociată cu acești factori, amplificată de produsul lor, conduce la un interval de valori care este foarte larg și, în concluzie, ecuația nu poate fi folosită pentru a trage concluzii ferme.

## Ecuația
Ecuația lui Drake este:
unde:
- N = numărul de civilizații din galaxia noastră cu care comunicarea poate fi posibilă.

și
- R* = rata medie pe an de apariție a stelelor în galaxia noastră. Estimare: între 10 și 1.
- fp = numărul stelelor care au sisteme asemănătoare sistemului solar. Estimare: între 1 (fiecare stea are sistem planetar) și 0,1 (o stea din zece are planete). Pe baza unor estimări mai recente, aproape fiecare stea din Calea Lactee ar fi orbitată de cel puțin o planetă.

- ne = numărul mediu de planete care pot sprijini apariția și existența vieții. Estimare: între 5 și 1.
- fℓ = numărul planetelor care îndeplinesc condițiile de apariție a vieții și pe care apare efectiv viața la un moment dat. Estimare: 1, deoarece toți cercetătorii au considerat că viața apare întotdeauna pe o planetă care întrunește condițiile de apariție a vieții.
- fi = numărul planetelor pe care a apărut viața și care a evoluat la inteligență. Estimare:1, deoarece toți cercetătorii au considerat că viața evoluează spre inteligență întotdeauna
- fc = probabilitatea ca formele de viață inteligente să aibă capacitatea și dorința de comunicare cu alte civilizații. Estimare: între 0,2 (luând ca etalon civilizația noastră se consideră că ea s-a născut din 5 civilizații antice: egipteană, greacă, romană, hindusă și sumeriană) și 0,1 (a fost nevoie de zece civilizații antice pentru apariția celei actuale: egipteană, greacă, romană, hindusă, sumeriană, maiașă, incașă, olmecă, chineză și hitită)
- T = timpul în care o civilizație atinge stadiul tehnologic avansat necesar comunicării cu alte civilizații stelare Estimare: între 109 ani (durata medie de viață a unei stele cu sistem planetar) și 102 ani (un secol, durata maximă a unei civilizații tehnologice care se autodistruge).

Cu valorile maxime (scenariu optimist) rezultă:
Cu valorile minime (scenariu pesimist) rezultă:
Conferința de la Green Bank s-a încheiat cu o cifră intermediară, N = 50.000 de civilizati intr-un timp de 100.000 de ani.

### Fomule alternative
Numărul de stele din galaxie, N*, este legat de rata de apariție a stelelor R* astfel:
unde
- Tg = vârsta galaxiei. Presupunând că, pentru simplitate, R* este constant, atunci {\displaystyle N^{\ast }=R^{\ast }\times T_{g}} și ecuația lui Drake poate fi rescrisă într-o formă alternativă formulată cu termeni care au valori mult mai usor observabile, N*.